# Sudie Bond
Pour les articles homonymes, voir Bond.
Sude « Sudie » Stuart Bond, née le 13 juillet 1923 à Louisville (Kentucky) et morte le 10 novembre 1984 à New York (État de New York), est une actrice américaine.

## Biographie
Très active au théâtre, Sudie Bond joue notamment à Broadway (New York) dans treize pièces, depuis Tovaritch de Jacques Deval (1952, avec Luther Adler et Uta Hagen) jusqu'à Reviens Jimmy Dean, reviens (en) d'Ed Graczyk (en), mise en scène par Robert Altman (1982, avec Cher et Sandy Dennis). Entretemps, citons La Valse des toréadors de Jean Anouilh (1957, avec Ralph Richardson et Mildred Natwick), Les Années fantastiques (en) de Robert Fisher (en) et Arthur Marx (en) (1965-1967, avec Alan King et Scott Glenn) et Quarante carats de Pierre Barillet et Jean-Pierre Gredy (1969, avec Julie Harris).
Toujours à Broadway, s'ajoutent deux comédies musicales, Grease de Jim Jacobs et Warren Casey (en) (1972, avec Adrienne Barbeau et Barry Bostwick) et Over Here! (en) de Richard M. Sherman et Robert B. Sherman (1974-1975, avec Treat Williams).
Elle joue aussi Off-Broadway dans dix pièces, depuis L'Impromptu de l'Alma d'Eugène Ionesco (1960, avec Philip Bruns) jusqu'à La Cerisaie d'Anton Tchekhov (1976, avec Paul Benedict et Verna Bloom), en passant par Le Rapport dont vous êtes l'objet de Václav Havel (1968, avec Olympia Dukakis et Raul Julia). Elle participe à une troisième comédie musicale Off-Broadway, Home Movies d'Al Carmines (en) (1964, avec le compositeur).
Au cinéma, elle contribue à vingt-neuf films américains, le premier sorti en 1961. Suivent entre autres Le Minus se rebiffe d'Arthur Hiller (1967, avec Eli Wallach et Anne Jackson), Le Rivage oublié d'Anthony Harvey (1971, avec George C. Scott et Joanne Woodward), Reviens Jimmy Dean, reviens de Robert Altman (adaptation de la pièce éponyme précitée, 1982, où Cher, Sandy Dennis et elle reprennent leurs rôles respectifs créés à Broadway la même année), ou encore Le Mystère Silkwood de Mike Nichols (1983, avec Meryl Streep et Kurt Russell), son antépénultième film ; ses deux derniers, sortis en 1984, sont Swing Shift de Jonathan Demme (avec Goldie Hawn et Kurt Russell) et Johnny le dangereux d'Amy Heckerling (avec Michael Keaton et Joe Piscopo).
Enfin, à la télévision américaine, elle apparaît dans vingt-cinq séries à partir de 1951, dont Les Accusés (un épisode, 1962), Barnaby Jones (un épisode, 1977) et Masquerade (un épisode, 1983), son avant-dernière série, suivie par une dernière en 1984.
S'ajoutent cinq téléfilms, le premier diffusé en 1967, le dernier en 1980.
Sudie Bond meurt fin 1984 à 61 ans, d'une crise cardiaque, à peine plus d'un mois avant la sortie du film précité Johnny le dangereux.

## Théâtre à New York (intégrale)
(pièces, sauf mention contraire)

### Broadway
- 1952 : Tovaritch (Tovarich) de Jacques Deval, adaptation de Robert E. Sherwood : Olga
- 1957 : La Valse des toréadors (The Waltz of the Toreadors) de Jean Anouilh, adaptation de Lucienne Hill : Estelle
- 1962 : L'Œuf (The Egg) de Félicien Marceau, adaptation de Robert Schlitt, mise en scène de Lamont Johnson : Justine
- 1962 : Harold d'Herman Raucher, mise en scène de Larry Blyden : Mlle Prose
- 1963 : My Mother, My Father and Me de Lillian Hellman, mise en scène de Gower Champion, décors et lumières d'Howard Bay, costumes de Dorothy Jeakins : Mme Lazar
- 1965-1967 : Les Années fantastiques (en) de Robert Fisher (en) et Arthur Marx (en), costumes d'Ann Roth : Mlle Hammer[1]
- 1967 : Keep It in the Family de Bill Naughton : Betsy Jane
- 1968 : Quotations from Chairman Mao Tse-Tung d'Edward Albee, mise en scène d'Alan Schneider : la vieille femme
- 1968 : Le Rêve américain (en) (The American Dream) de (et mise en scène par) Edward Albee : la grand-mère
- 1969 : Quarante carats (Forty Carats) de Pierre Barillet et Jean-Pierre Gredy, adaptation de Jay Allen : Mme Margolin (remplacement)
- 1970 : Week-end (en) (Hay Fever) de Noël Coward : Clara
- 1972 : Grease, comédie musicale, musique, paroles et livret de Jim Jacobs et Warren Casey (en) : Mlle Lynch[2] (remplacement)
- 1974-1975 : Over Here! (en), comédie musicale, musique et paroles de Richard M. Sherman et Robert B. Sherman, livret de Will Holt : la mère (remplacement)
- 1974-1975 : Thieves d'Herb Gardner, mise en scène de Charles Grodin : la passante
- 1982 : Reviens Jimmy Dean, reviens (en) d'Ed Graczyk (en), mise en scène de Robert Altman : Juanita

### Off-Broadway
- 1960 : L'Impromptu de l'Alma (The Shepherd's Chameleon) d'Eugène Ionesco, adaptation de Daniel Watson : Marie
- 1961-1962-1964 : Le Rêve américain (en) (The American Dream) d'Edward Albee : la grand-mère
- 1964 : Home Movies, comédie musicale, musique d'Al Carmines (en), paroles et livret de Rosalyn Drexler : Vivienne
- 1964 : Softly Consider the Nearness de Rosalyn Drexler : Nona
- 1965 : The Great Western Union d'Ethan Ayer : la directrice
- 1968 : Le Rapport dont vous êtes l'objet (The  Memorandum) de Václav Havel : Hana
- 1969 : Applicant Interview, Request to Stop, That's All et That's Your Trouble, pièces en un acte d'Harold Pinter : l'intervieweuse (Applicant Interview) / la femme (autres pièces)
- 1975 : New York! New York!, pièce à sketches de Dennis Andersen et autres : rôles non spécifiés
- 1976 : La Cerisaie (The Cherry Orchard) d'Anton Tchekhov : Charlotta

## Filmographie partielle

### Cinéma
- 1967 : Le Minus se rebiffe (The Tiger Makes Out) d'Arthur Hiller : Mlle Lane
- 1970 : Love Story d'Arthur Hiller : rôle non spécifié
- 1971 : Le Rivage oublié (They Might Be Giants) d'Anthony Harvey : Maud
- 1971 : Cold Turkey de Norman Lear : Cissy
- 1974 : Where the Lilies Bloom de William A. Graham : Mlle Fleetie
- 1975 : Foreplay, film à sketches de John G. Avildsen et autres : la mère
- 1982 : Reviens Jimmy Dean, reviens (Come Back to the 5 & Dime, Jimmy Dean, Jimmy Dean) de Robert Altman : Juanita
- 1983 : Le Mystère Silkwood (Silkwood) de Mike Nichols : Thelma Rice
- 1984 : Swing Shift de Jonathan Demme : Annie
- 1984 : Johnny le dangereux (Johnny Dangerously) d'Amy Heckerling : Mary Margaret Catherine Dineen

### Télévision

#### Séries
- 1962 : Les Accusés (The Defenders), saison 2, épisode 10 The Invisible Badge de John Newland : Nora Terry
- 1963 : Route 66 (titre original), saison 4, épisode 12 93 Percent in Smiling de Philip Leacock : la vendeuse
- 1964 : East Side/West Side, saison unique, épisode 18 Don't Grow Old d'Herschel Daugherty : Mlle Jiffy
- 1975 : Haine et Passions (Guiding Light), feuilleton, épisodes non spécifiés : Viola Stapleton
- 1975 : Maude, saison 4, épisode 13 Poor Albert d'Hal Cooper : Hilda
- 1977 : Barnaby Jones, saison 5, épisode 16 The Marathon Murders de Walter Grauman : Maude
- 1983 : Masquerade, saison unique, épisode 3 Girls for Sale de Sidney Hayers : Fifi Parker

#### Téléfilms
- 1967 : The Borgia Stick de David Lowell Rich : Wilma
- 1979 : Le Sanctuaire de la peur (Sanctuary of Fear) de John Llewellyn Moxey : Annie
- 1980 : The Greatest Man in the World de Ralph Rosenblum : Emma Smurch